# Paul Vidal de La Blache
Paul Vidal de La Blache (Pézenas, Hérault; 22 de enero de 1845-Tamaris-sur-Mer, Var; 5 de abril de 1918) fue un geógrafo francés. Destacado impulsor de la geografía moderna. Fundó la escuela francesa de Geografía a principios del siglo XX.
Es considerado el máximo exponente de la geografía regional francesa. De 1899 a 1908 fue catedrático en la Sorbona, donde se formaron las primeras promociones de geógrafos regionales. En 1891 fundó, con M. Dubois, los Annales de Geographie. Entre sus obras destacan: Atlas general, histórico y geográfico (1894) y, con carácter póstumo, Principios de geografía humana (1922). Falleció en el año 1918 y se encuentra sepultado en el Cementerio de Montparnasse en París.

## Estudios y docencia
Realizó sus estudios en la École Normale Supérieure de París y en la escuela de Atenas mostrando un gran interés por la geografía y por la historia antigua. Durante su estancia en Atenas realizó varios viajes por el Mediterráneo que despertaron su curiosidad geográfica. En esta época lee a Alexander von Humboldt y a Carl Ritter fueron una fuerte influencia. Su tesis de doctorado (1872) estuvo dedicada a los epitafios griegos en Asia Menor y le permitió acceder a la enseñanza de la geografía y la historia en la Universidad de Nancy. En 1877, Vidal regresa a la École Normale Supérieure donde enseñó más de veinte años. Finalmente fue catedrático de geografía en la universidad de La Sorbona desde 1898 hasta 1908 cuando se retiró de la enseñanza activa. Estos puestos le dieron un gran poder académico y le permitieron impulsar la geografía moderna en Francia a través de sus numerosos discípulos: Jules Sion, Jean Brunhes, Albert Demangeon o Emmanuel de Martonne, que conformaron lo que se denominó la Escuela Geográfica Francesa. Fundó además la revista Annales de géographie en 1891 que aún continua publicándose.
Vidal de la Blache fue un precursor de la geografía regional francesa y del estudio de la región y la comarca (pays) como áreas donde se realizan las relaciones entre fenómenos físicos (milieu) y humanos (genre de vie, género de vida) y que dan lugar a un paisaje particular (paysage). Combatió decididamente el determinismo ambiental, lo que posteriormente Lucien Febvre denominó posibilismo (a la forma de pensar de Vidal de La Blache), y era partidario de una aproximación científica a los fenómenos de tipo inductivo e historicista, fue uno de los descubridores de la enciclopedia.

## Obras
Su obra más conocida es seguramente es Annales de geographie publicado en 1903 como introducción a la historia de Francia de Ernest Lavisse. Otras obras importantes son sus  “Principios de Geografía Humana” (1922) inacabada y publicada tras su muerte por su discípulo y yerno Emmanuel de Martonne y “La Francia del Este” (“La France del l’Est”, 1917), obra polémica de marcado corte geopolítico donde Vidal intentaba demostrar que los territorios de Alsacia y Lorena debían pasar a manos Francesas tras finalizar la Primera Guerra Mundial. También codirigió junto a L.Gallois la vasta obra en 15 volúmenes “Geografía Universal”, una geografía regional del mundo publicada entre 1927 y 1948.

## Legado
La escuela francesa que se inicia con las ideas de Vidal se opone a los principios geográficos expuestos por Friedrich Ratzel y a las ideas positivistas de Comte. Para Vidal, las ciencias humanas son ciencias distintas a las naturales y se refieren al ámbito de la libertad del hombre, entendiendo el tiempo como un valor cultural.
Para comprender el pensamiento de Vidal es necesario conocer antes el contexto histórico de la sociedad francesa de finales del siglo XIX. En 1870, Francia es la perdedora de la guerra con Prusia, perdiendo así los territorios de Alsacia y Lorena, vitales para la industrialización. En esta época se crean cátedras e institutos universitarios de geografía. La guerra había puesto de manifiesto la necesidad de reflexionar y pensar en el espacio, hacer una geografía opuesta a la alemana y que criticase el expansionismo germano, al mismo tiempo que defendiese los intereses territoriales y justificara el expansionismo francés.
Por tanto, Vidal de la Blache intenta crear un discurso geográfico con ciertas críticas a la Geografía al Ratzel y adecuado a los intereses defendidos por la burguesía francesa dominante de la Tercera República. Así, mientras Ratzel potencia el autoritarismo estatal y lo legitima, Vidal manifiesta un tono más liberal. Vidal señala la necesidad “de neutralidad del discurso científico”. Critica la idea de espacio vital, pero al mismo tiempo se funda en Francia una especialización en geografía colonial. Así, ambos autores enaltecían, a través de sus discursos científicos, a las clases dominantes de sus respectivos países. Principalmente, según Moraes, Vidal mantiene un diálogo con la teoría de Ratzel, pero siempre dando su impronta y criticando ciertos aspectos de la geografía de aquel. 
Vidal criticó el carácter naturalista ratzeliano, ya que el hombre aparece como un ser pasivo y dominado por el medio, aunque sin prescindir completamente de la carga naturalista pues para Vidal la geografía es la ciencia de los lugares, no de los hombres.
Para Vidal el objeto de la geografía era la relación hombre-naturaleza, desde la perspectiva del paisaje, del estudio de la región. Al hombre lo considera un ser activo, que sufre la influencia del medio, actuando sobre este y transformándolo. Bajo esta perspectiva la naturaleza se considera como un conjunto de posibilidades para la acción del hombre.
Vidal opina que una comunidad se desarrolla sobre una región, que supone la infraestructura ofrecida por la naturaleza. El hombre se adapta a esta región mediante un conjunto de técnicas, hábitos, costumbres, que Vidal denomina géneros de vida, una situación de equilibrio entre el hombre y el medio construida históricamente por las sociedades. El territorio afectado por estos géneros de vida es el dominio de civilización. Para Vidal, la geografía debe encargarse del estudio de las regiones, para así comprender los géneros de vida, las causas de su permanencia y la formación de dominios de civilización.
Así pues, critica el enfoque ratzeliano, pero apoya el expansionismo francés basándose en la historia. El no respetar las fronteras de un estado europeo supone una agresión a un largo proceso de civilización, sin embargo, los pueblos americanos, africanos y asiáticos representan sociedades estancadas, por lo que es positivo romper ese proceso para hacerles entrar en el progreso, legitimando así de un modo sutil, el colonialismo francés.